# Човешко тяло
Човешкото тяло е изградено от различни видове тъкани, които групирани по определен начин изграждат отделните органи, а те от своя страна в зависимост от функциите, които извършват се обединяват в различни системи от органи. Тъканите в човешкия организъм са: съединителна, епителна, нервна и мускулна. На външен вид човешкото тяло се състои от глава, врат, туловище (включващо гръден кош, коремна и тазова област), ръце и крака. Мъжете и жените се различават по външните си полови органи и по местата, където се струпва мазнина.

## Състав, размер, вид и пропорции
Видът на човешкото тяло варира в относително широки граници. Средната височина на възрастен мъж (в развитите страни) е около 170 – 180 cm, а на възрастна жена около 160 – 170 cm, като се наблюдават значителни регионални различия. Тези размери се определят на първо място от гените и на второ място от начина на живот – хранене, физическа активност и др. Обикновено височината на човек е около 7,5 пъти тази на главата му.
| Състав на човешкото тяло (за мъж с тегло 60 kg) |             |             |
| Елемент                                         | Тегло, [kg] | Състав, [%] |
| Кислород                                        | 38.8        | 25,5        |
| Въглерод                                        | 10.9        | 9,5         |
| Водород                                         | 6.0         | 63          |
| Азот                                            | 1.9         | 1,4         |
| Калций                                          | 1.2         | 0,2         |
| Фосфор                                          | 0.6         | 0,2         |
| Калий                                           | 0.2         | 0,07        |

Средното тегло на възрастните хора е около 54 – 64 kg за жените и 76 – 83 kg за мъжете.
Леонардо да Винчи е вярвал, че идеалните човешки пропорции са ръководени от хармонични пропорции, и че идеалният мъж трябва да се вмести идеално в кръг, както той го е нарисувал в известната си скица от 1492 г. „Витрувиански човек“.
В човешкото тяло има около 70 – 75 % вода. В зависимост от много фактори, като възраст, пол и др., пропорцията може леко да се различава. С възрастта процентното съдържание на вода в човешкия организъм намалява. Жените имат по-малко процентно съдържание на вода от мъжете. Също така дебелите хора съдържат по-малко вода в себе си от по-слабите.
Хората имат слабо окосмяване, като космите са концентрирани главно в горната част на главата, подмишниците и слабините. Окосмяването по лицето расте по-бързо от всяко друго окосмяване по тялото.
Оцветяването на кожата и космите на съвременните хора се определя от наличието на пигменти (меланини). То е географски разслоено и като цяло е в корелация с нивото на ултравиолетово излъчване в съответния географски район. Цветът на кожата може да варира от много тъмно кафяво до много бледо розово, а на косата – от бяло през кафяво и червено до черно.

## Анатомия на човека
Най-големите градивни елементи на човешкото тяло са системите от органи, които непрекъснато си взаимодействат и зависят една от друга и така изграждат един цялостен организъм. Това са нервната, ендокринната, храносмилателната, дихателната, сърдечно-съдовата, опорно-двигателната и пикочно-половата система.

### Нервна система
Нервната система (Systema nervosum) е най-сложната и най-обширната система в човешкото тяло. Представлява милиони свързани помежду си нервни клетки (неврони). Тя ръководи, координира и интегрира функциите на всички останали органи и системи, благодарение на информацията, която постъпва от сетивата. Състои се от централна нервна система (главен, малък, продълговат и гръбначен мозък), периферна нервна система (мрежа от нерви) и сетивна система (зрение, слух, вкус, обоняние, кожа, равновесие).

### Ендокринна система
Ендокринната система (Sistema endocrino) се състои от жлези с вътрешна секреция (епифиза, хипофиза, тимус, щитовидна и паращитовидни жлези, надбъбречни жлези, полови жлези), които произвеждат химични вещества, наречени хормони. Последните се отделят в кръвта и се разнасят до съответните органи като регулират техните функции.

### Храносмилателна система
Храносмилателната система (Systema digestio) включва органи, които служат за приемането, раздробяването и транспортирането на храната до пълното осъществяване на нейното смилане. Храносмилателният апарат се разделя условно на две части: горен (уста и устна кухина, слюнчени жлези, фаринкс, ларинкс, хранопровод, стомах) и долен (тънко и дебело черво, анус), заедно с участващите в храносмилането големи жлези – черен дроб и задстомашна жлеза.

### Дихателна система
Дихателната система (Systema respiratorium) е анатомично образувание, имащо за функция да извършва газообмен в организма като осигурява набавянето му на кислород и отделянето на непотребния въглероден двуокис. Състои се от дихателни пътища, бели дробове и мускулите участващи в процесите вдишване и издишване. Кожата заема едва 1 % от обмяната на газовете. Дихателната система започва с ноздрите, които водят в носната кухина. Следва фаринкс, гръклян и трахея. Последната се разделя на два бронха, а те на по-малки бронхи и бронхиоли, които формират бронхиалното дърво. Крайните бронхиоли се отварят в алвеоли, с които заедно образуват гроздовидни образувания, наречени ацинуси или ацини (на латински: acini). Площта на активната дихателна повърхност при човека е 30 – 100 m³.

### Сърдечно-съдова система
Сърдечно-съдовата система (Systema vasorum) е изградена от кухи тръбести образувания (кръвоносни и лимфни съдове), изпълнени с циркулираща течност (съответно кръв и лимфа), и сърце, което я привежда в движение чрез равномерни движения – систоли и диастоли. Според циркулиращата течност съдовата система се разделя на две подсистеми: кръвоносна и лимфна система.

#### Кръвоносна система
Кръвоносната система (Systema cardiovasculare) е изпълнена с кръв. Състои се от сърце и кръвоносни съдове – артерии, артериоли, капиляри, венули и вени.

#### Лимфна система
Лимфната система (Systema lymphaticum) представлява разклонена мрежа от лимфни пътища и разположени по тях лимфни съдове и лимфни възли. По-малките съдове имат стени изградени от ендотелни клетки докато по-големите имат и гладкомускулни влакна и клапи. Лимфните възли имат свойството да произвеждат лимфоцити. Лимфните съдове са изпълнени с лимфна течност – лимфа, която съдържа мазнини, малко белтъци, фибриноген и лимфоцити. За едно денонощие се образува около 2 – 2,5 l. лимфа.

### Опорно-двигателна система
Опорно-двигателната система включва пасивната костна система и активната мускулна система. Те са свързани посредством стави и сухожилия, и заедно осигуряват преместването на тялото в пространството.

#### Костна система
Костната система (Systema skeletale) е образувана от кости, които са свързани, чрез стави. Човешкото тяло е съставено от 206 кости. Те са изградени от костна, хрущялна, влакнеста, мрежеста и съединителна тъкан. Скелетът на човека е съставен от череп, ключици, лопатки, гръден кош, седалищна област и крайници.

#### Мускулна система
Мускулната система (Systema musculare) е анатомична система от мускули, позволяваща на човека да се движи. Тя се контролира чрез нервната система, въпреки че някои мускули, като например сърдечния мускул, могат да бъдат напълно независими. В човешкото тяло има около 600 мускула. При децата мускулите представляват около 21 %, а при възрастните около 40 % от теглото на тялото. С настъпването на старостта мускулната маса намалява.

### Пикочно-полова система
Пикочно-половата система (Apparatus urogenitalis) включва отделителната и половата система.

#### Отделителна система
Отделителната система (Systema urinarium) се състои от бъбреци, пикочопроводи, пикочен мехур, пикочен канал, кожа и жлези с външна секреция. Бъбреците са заловени за гръбната част на телесната празнина и са с бобовидна форма. Урината се събира временно в пикочния мехур и периодично се изхвърля навън. При мъжете пикочния канал се отваря в пениса, а при жените в преддверието на влагалището.

#### Полова система
Половата система (Systema genitalis) е съвкупност от анатомични органи, служещи за полово размножаване и осигуряващи запазването на вида. Женската полова система се състои от женски полови жлези (яйчници), матка, фалопиеви тръби, влагалище, вулва и клитор, а мъжката – от мъжки полови жлези (семенници), надсеменници, семенни каналчета, простата, кауперова жлеза, уретра и пенис.